# Jindřich Beneš
Jindřich Beneš (2. května 1919 Okrouhlička – 14. prosince 1986 Telford) byl palubní střelec 311. československé bombardovací perutě RAF. Patřil k 50 nejlepším československým letcům.

## Život
Vyučil se kamnářem-keramikem na uměleckoprůmyslové škole. Po okupaci Československa se dostal do Polska, kde vstoupil do československé zahraniční armády. Z Polska byl transportován do Francie, kde vstoupil do Cizinecké legie. Na vlastní žádost se v roce 1940 dal převelet k československé letecké skupině. Po kapitulaci Francie byl evakuován do anglického Liverpoolu. Stal se členem nově vzniklé 311. perutě RAF. Na vlastní žádost se nechal později převelet ke 138. peruti pro zvláštní úkoly. Po sérii výcviků se na začátku roku 1944 vrátil k 311. peruti. V rámci Britského královského letectva absolvoval 67 operačních letů a nalétal celkem 1340 operačních hodin. V září 1945 se vrátil do Československa. Do roku 1949 působil v československém letectvu, kdy byl propuštěn z politických důvodů do výslužby, zaměstnán ve sběrných surovinách a degradován na vojína. V roce 1950 emigroval do západního Německa, odkud se dostal do Velké Británie, kde opětovně vstoupil do RAF. Při odchodu z RAF měl nalétáno celkem 4474 hodin. Zemřel na srdeční selhání v západoanglickém Telfordu.

## Ocenění
Jindřich Beneš byl nositelem řady československých a britských vyznamenání.
Po válce byl navržen na Řád Bílého lva.
V roce 1991 byl rehabilitován a povýšen do hodnosti plukovníka letectva in memoriam.
V roce 2009 se konala vzpomínková akce na Jindřicha Beneše v základní škole v Horním Jelení, kde Jindřich Beneš vychodil obecnou a tři třídy měšťanské školy.

### Vyznamenání
- Československý válečný kříž 1939 (čtyřnásobný nositel; poprvé 25.4.1941, podruhé 21.6.1941, potřetí a počtvrté 25.7.1941)[3][6]
- Československá medaile Za chrabrost před nepřítelem (dvojnásobný nositel; poprvé 16.4.1941)[3]
- Československá vojenská medaile za zásluhy, I. stupeň (udělena 6.3.1946)
- Pamětní medaile československé armády v zahraničí se štítky Francie a Velká Británie
- Záslužný letecký kříž (DFC, udělen 18.12.1945 – za potopení ponorky)[2][7][8][9]

- Hvězda 1939–1945 (udělena 13.2.1945)
- Atlantická hvězda
- Evropská hvězda leteckých osádek
- Britská medaile Za obranu
- Válečná medaile 1939–1945